# Goniastrea palauensis
Espèce
Statut CITES
Goniastrea palauensis est une espèce de coraux appartenant à la famille des Faviidae. Selon WoRMS, cette espèce n'est pas valide et correspond à Coelastrea palauensis Yabe & Sugiyama, 1936.